# Claudia Mast
Claudia Mast (* 1952) ist Kommunikationswissenschaftlerin und emeritierte Professorin für Kommunikationswissenschaft und Journalistik an der Universität Hohenheim.

## Karriere
Nach dem Studium der Kommunikationswissenschaft, Politikwissenschaft und Romanischen Philologie an der Universität München absolvierte Claudia Mast eine Ausbildung als Redakteurin an der Journalistenschule München.
Sie arbeitete als Journalistin, bevor sie 1979 in die Siemens AG eintrat, wo sie bis 1988 tätig war. Als Abteilungsleiterin und Leitende Angestellte war sie verantwortlich für die Bereiche Grundsatzarbeit, Managementtraining und interne Führungskräfteinformation. Außerdem nahm sie Lehraufträge an den Universitäten München, Eichstätt und Zürich wahr und habilitierte sich 1985 mit einer Analyse des Strukturwandels in den Kommunikationssystemen. Ferner war Mast zusammen mit Jürg W. Leipziger und Richard Gaul Leiterin des Bildungsgangs Public Relations an der Bayerischen Akademie für Werbung und Marketing.
Als Professorin für Kommunikationswissenschaft und Journalistik an der Universität Hohenheim (Stuttgart) verantwortete Claudia Mast bis 2020 die Themenbereiche Wirtschaftsjournalismus und Unternehmenskommunikation. Seit 1998 ist sie Geschäftsführerin der Gesellschaft für Strategisches Kommunikationsmanagement (München).
Claudia Mast ist Mitglied verschiedener Gremien und Medien-Organisationen, sie ist Mitglied des Verwaltungsrates der Deutschen Welle (Bonn) und der Deutschen UNESCO-Kommission. Außerdem war sie u. a. in der Jury des Helmut-Schmidt-Journalistenpreises aktiv.
In ihrem Fachgebiet hat sie zahlreiche Werke veröffentlicht und betreut als Herausgeberin z. B. die Buchreihe „Medien und Märkte“  des Universitätsverlags Konstanz (UVK).

## Ehrungen und Auszeichnungen
Mast war Siegerin in der Kategorie „Geistes-, Gesellschafts- und Kulturwissenschaften“ bei dem von der Zeitschrift Unicum ausgerichteten Wettbewerb „Professoren des Jahres 2015“.

## Werke (Auswahl)

### Monografien
- mit Simone Huck und Ansgar Zerfaß: Innovationskommunikation in dynamischen Märkten. Empirische Ergebnisse und Fallstudien (= Medien: Forschung und Wissenschaft. Bd. 13). Lit, Berlin u. a. 2006, ISBN 3-8258-9754-0.
- mit Simone Huck und Karoline Güller: Kundenkommunikation. Ein Leitfaden (= UTB. Betriebswirtschaftslehre, Kommunikationswissenschaft 2492). Lucius und Lucius, Stuttgart 2005, ISBN 3-8252-2492-9.
- mit Klaus Spachmann: Reformen in Deutschland. Wege einer besseren Verständigung zwischen Wirtschaft und Gesellschaft. VS, Verlag für Sozialwissenschaften, Wiesbaden 2005, ISBN 3-531-14550-9.
- Unternehmenskommunikation. Ein Leitfaden. 8., überarbeitete Auflage. UVK, München 2020, ISBN 978-3-8252-5480-3.
- Effektive Kommunikation für Manager. Informieren, Diskutieren, Überzeugen. Verlag Moderne Industrie, Landsberg 2000, ISBN 3-478-38250-5.
- Wirtschaftsjournalismus. Grundlagen und neue Konzepte für die Presse. Westdeutscher Verlag, Opladen u. a. 1999, ISBN 3-531-13443-4 (2., überarbeitete und aktualisierte Auflage. ebenda 2003).
- Berufsziel Journalismus. Aufgaben, Anforderungen und Ansprechpartner. Westdeutscher Verlag, Opladen u. a. 1999, ISBN 3-531-13340-3 (2., überarbeitete und erweiterte Auflage. ebenda 2000, ISBN 3-531-33340-2).
- mit Manuela Popp und Rüdiger Theilmann: Journalisten auf der Datenautobahn. Qualifikationsprofile im Multimedia-Zeitalter (= Medien und Märkte. Bd. 7). UVK-Medien, Konstanz 1997, ISBN 3-89669-222-4.

### Herausgeberschaften
- mit Ansgar Zerfaß: Neue Ideen erfolgreich durchsetzen. Das Handbuch der Innovationskommunikation. Frankfurter Allgemeine Buch, Frankfurt am Main 2005, ISBN 3-89981-052-X.
- ABC des Journalismus. Ein Handbuch (= Reihe praktischer Journalismus. Bd. 1).  7., völlig neue Ausgabe. UVK-Medien Ölschläger, Konstanz 1994, ISBN 3-88295-218-0 (Mast ist ab der 7. Auflage Herausgeberin, es folgten noch mehrere Auflagen).
- mit Hermann Fünfgeld: Massenkommunikation. Ergebnisse und Perspektiven. (Gerhard Maletzke zum 75. Geburtstag). Westdeutscher Verlag, Opladen 1997, ISBN 3-531-12914-7.
- Handbuch der Journalistenausbildung. Rommerskirchen, Remagen-Rolandseck 1996, ISBN 3-926943-47-5.